# Horní Bezděkov
Horní Bezděkov är en ort i Tjeckien.   Den ligger i regionen Mellersta Böhmen, i den centrala delen av landet, 25 km väster om huvudstaden Prag. Horní Bezděkov ligger 423 meter över havet och antalet invånare är 489.
Terrängen runt Horní Bezděkov är platt. Runt Horní Bezděkov är det ganska tätbefolkat, med 108 invånare per kvadratkilometer. Närmaste större samhälle är Kladno, 7,7 km norr om Horní Bezděkov. Trakten runt Horní Bezděkov består till största delen av jordbruksmark.